# Michelbach-le-Haut
Michelbach-le-Haut là một xã thuộc tỉnh Haut-Rhin trong vùng Grand Est, đông bắc Pháp.